# Trichomanes arbuscula
Espèce
Trichomanes arbuscula est une espèce de fougères de la famille des Hyménophyllacées présente en Amérique du Sud tropicale.

## Historique et position taxinomique
Trichomanes arbuscula appartient au sous-genre Trichomanes.
En 1827, Nicaise Auguste Desvaux décrit une première fois cette espèce dans le genre Trichomanes à partir d'un échantillon collecté en Guyane
En 1831, William Jackson Hooker et Robert Kaye Greville, sur la base d'un exemplaire envoyé par le Docteur Baker de la Jamaïque, la décrivent à nouveau sous le nom de Trichomanes bancroftii. Ils la dédicacent au médecin militaire britannique en poste à Kingston Edward Nathaniel Bancroft.
En 1834, Gustav Kunze publie l'espèce Trichomanes coriaceum à partir d'un échantillon guyanais collecté par Eduard Friedrich Poeppig en 1828. Il remarque lui-même la proximité avec Trichomanes arbuscula et Trichomanes bancroftii.
En 1875, Karl Anton Eugen Prantl place le basionyme de Hooker et Greville dans le genre Ptilophyllum : Ptilophyllum bancroftii.
En 1906, Carl Frederik Albert Christensen publie une première fois la synonymie de Trichomanes arbuscula avec Trichomanes bancroftii et Trichomanes coriaceum.
En 1974, Conrad Vernon Morton en fait l'espèce type de la section Trigonophyllum du sous-genre Achomanes et confirme la synonymie avec Trichomanes bancroftii.
En 1977, Rodolfo Emilio Giuseppe Pichi-Sermolli transfert le basionyme Trichomanes arbuscula dans le genre Trigonophyllum.
En 1989, Robert G. Stolze et Rolla Milton Tryon confirment aussi la synonymie entre Trichomanes arbuscula et Trichomanes bancroftii.
Toujours en 1989, Vincente Mercano décrit, à partir d'un échantillon vénézuélien, l'espèce Trichomanes polyphlebius. La synonymie avec Trichomanes arbuscula a été établie par Julian Steyermark, puis par Peter Møller Jørgensen et Susana León-Yánez, puis par Victoria Ann Funk, Paul Edward Berry, S. Alexander, T. H. Hollowell et Carol Lynn Kelloff.
En 2006, Atsushi Ebihara, Jean-Yves Dubuisson, Kunio Iwatsuki, Sabine Hennequin et Motomi Ito prennent Trichomanes arbuscula comme espèce représentative du genre Trichomanes, sous-genre Trichomanes.
Elle compte donc de nombreux synonymes :
- Ptilophyllum bancroftii (Hook. & Grev.) Prantl
- Trichomanes bancroftii Hook. & Grev.
- Trichomanes coriaceum Kunze
- Trichomanes polyphlebius V.Marcano
- Trigonophyllum arbuscula (Desv.) Pic.Serm.

## Description
Trichomanes arbuscula est une espèce classée dans le sous-genre Trichomanes.
Cette fougère a les caractéristiques suivantes :
- son rhizome est assez robuste, à port cespiteux, noir et dont les racines sont nombreuses et filiformes ;
- les frondes ont une quinzaine de centimètres ;
- le limbe est profondément divisé deux à trois fois ;
- les sores sont tubulaires avec un long style portant les sporanges ; ils sont insérés dans le limbe à l'extrémité des segments.

Cette espèce compte 32 paires de chromosomes. Un comptage tetraploïde (128 chromosomes) a été aussi réalisé.
Une variété est reconnue : Trichomanes bancroftii var. holopterum (Kunze) Christ.
Cette variété est synonyme de Trichomanes holopterum Kunze.

## Distribution
Cette espèce, tant épiphyte que terrestre, est présente dans les forêts denses d'Amérique du Sud tropicale, principalement amazonienne : Venezuela, Guyana et Guyane.